# Tríptico de Remedios Varo
El Tríptico creado por la pintora Remedios Varo es una serie de cuadros de estilo surrealista realizados entre 1960 y 1961. Está conformado por tres paneles de 123 cm de alto por 100 cm de ancho cada uno, empelan la técnica de óleo sobre masonita y el conjunto de las tres obras nos narra distintas sucesos de la vida de su autora.
La lectura del tríptico se hace de izquierda a derecha, empezando por el primer panel titulado Hacia la Torre (1960), seguido del panel central Bordando el Manto Terrestre (1961) y concluyendo con la última pintura nombrada La Huida (1961). En cuanto a la ubicación actual de las obras se sabe que las dos primeras pertenecen a distintas colecciones particulares, mientras que La Huida se encuentra actualmente en el Museo de Arte Moderno de la Ciudad de México

## Contexto histórico
Para poder entender la obra de Remedios Varo debemos conocer la formación que tuvo desde su infancia, y para comprender estas tres obras en específico se debe tener en cuenta que Varo creció influenciada por los ideales de sus padres. Su madre, quien era una fiel católica, inculcó a la pintora a ser una creyente de la religión, mientras que su padre como libre pensador y hombre de ciencia la llevó por este camino de la razón.
El evento que llevó a Varo a pintar estos tres cuadros se dio cuando su madre la internó en un colegio de monjas, dicho acto género en Varo cierta frustración debido a que ella como mujer de espíritu libre se veía restringida a causa del cuidado y vigilancia que se le daba además de la limitada libertad de la que gozaba. Esta experiencia fue la que años después la llevaría a crear un tríptico que serviría de obra autobiográfica en la que emplearía sus tan características imágenes surrealistas como apoyo para narrarnos su historia.
Cabe resaltar que esta clase de obras no formaron parte de su trabajo sino hasta los últimos años de vida de la pintora, en donde empezaron a ser más frecuentes estas pinturas de índole autobiográfica en las que Varo no solo se retrataba a ella misma dentro de sus cuadros, sino que también comenzaba a pintar elementos como la educación que llevó, su participación en ciertos eventos socioculturales y hechos biográficos más concretos, como es el caso de su tríptico.

## Descripción

### Hacia la Torre
En el cuadro observamos una escena que podemos intuir transcurre durante una lúgubre mañana. En él, un grupo de jóvenes mujeres, todas idénticas entre sí, de tez pálida, cabello rubio, complexión delgada, y uniformadas con largas túnicas azules montan sobre sus bicicletas mientras salen de un edificio amarillento de tejado rojizo cuya fachada se ve decorada por un escudo de armas localizado sobre la entrada. Detrás del edificio vemos un bosque de árboles marchitos que ocultan una estructura más ubicada en la lejanía. Todas las jóvenes observan fijamente su camino a excepción de una que dirige su mirada hacia el espectador. Por delante de ellas podemos apreciar una monja que hace de guía, a su derecha, detrás de ella, se encuentra un hombre de vestimenta marrón que parece llevar un capullo en su espalda del cual brotan las aves que sobrevuelan a las ciclistas. 

### Bordando el Manto Terrestre
Esta escena transcurre al interior de una gran torre de la que brotan largas telas de color dorado que se fusionan con el entorno exterior. Aquí podemos ver a las mismas jóvenes de antes, solo que ya no están acompañadas por la monja y el hombre que las guiaban anteriormente, ahora en su lugar vemos un personaje difícil de identificar, de ropajes oscuros, de tonalidad morada, que cubre su rostro con un paño grisáceo y lleva una capucha negra. El personaje sostiene con su mano izquierda un libro, mientras que con la otra revuelve el contenido de una vasija de la que surgen las hebras de hilo que utilizan las jóvenes para tejer el manto que sale de la torre. Tras la figura enmascarada vemos otro personaje anónimo cubierto con una túnica marrón, esta persona sentada al fondo de la habitación lleva consigo una flauta que parece estar tocando.

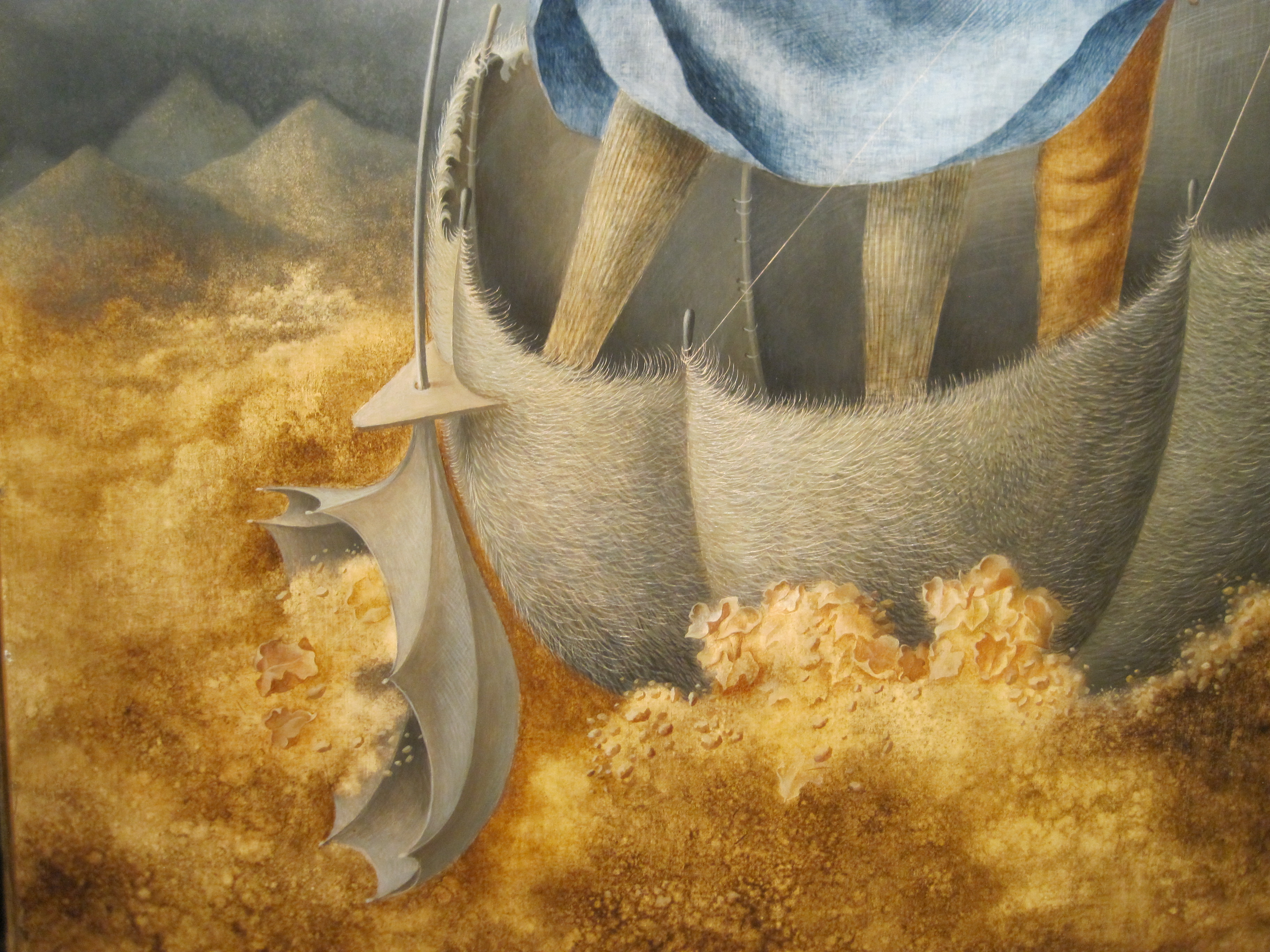
Detalles de La Huida

### La Huida
En el último panel tenemos a dos protagonistas, uno de ellos es una de las mujeres vistas en los primeros dos cuadros, esta vez va acompañada de un nuevo personaje, un alto varón de complexión delgada, con cabello rizado, vestido con ropajes color marrón. Ambos van montados sobre un raro vehículo que asemeja ser una sombrilla de cabeza, la joven es la que se encarga de manejarlo mientas que el hombre usa su capa a modo de vela para propulsarse. La pareja se encuentra navegando por lo que parece ser un río de arena o una corriente de nubes, y se dirigen a una oscura caverna ubicada en una lejana montaña.

## Análisis del tema
Influenciadas por el periodo de tiempo que Varo pasó internada en un colegio de monjas durante su juventud, el tríptico nos cuenta mediante ilustraciones como fue para ella pasar su tiempo encerrada en este lugar.

En primer lugar tenemos su obra Hacia la Torre, de este cuadro se tiene registro de un comentario realizado por la misma autora que nos dice:
“Las muchachas salen de su casa-colmenar para ir al trabajo. Están guardadas por los pájaros para que ninguna se pueda fugar. Tienen la mirada como hipnotizada, llevan sus agujas de tejer como manubrio. Solo la muchacha del primer término se resiste a la hipnosis.” 
Varo se refiere al edificio como “casa-colmenar” debido a que su estructura se ve conformada por figuras hexagonales que evocan a los panales de miel.
Con esto, Remedios Varo nos da a conocer que, efectivamente, es una representación de los sucesos que vivió en el colegio. Como lo explica, solo una joven es la que escapa a la hipnosis que sufren sus compañeras, esta joven rebelde es la representación de la misma Remedios, quien empieza desde este punto la historia que nos narrara a partir de su tríptico.

Un análisis simbólico realizado por una de las amigas de Remedios Varo, Juliana González, refuerza el hecho de que este cuadro trata de un suceso autobiográfico, en palabras de Juliana:  
“El castillo puede considerarse que representa la infancia en Europa, en España, en el edificio colmena creado por las almas entusiastas que trabajan duramente para prolongar las tradiciones, para perpetuar la obra de los antepasados. Un mundo viejo y austero encerrado entre mundos de virtud, forrado con grandes armarios llenos de virtud; sentimientos firmes e inflexibles sin posibilidad de desviación. La niña española en un mundo de sombras, de temores, de pasillos estrechos, de muebles rancios… un mundo en el que no hay lugar para la improvisación pues todo está arreglado de antemano”
Confirmándonos una vez más como es que Varo empleo esta obra para plasmar la experiencia que tuvo viviendo en una institución que no le permitía ser libre.

Pasando al análisis de la pintura Bordando el Manto Terrestre, Varo nos comparte otro comentario referente a la pintura: 
“Bajo las órdenes del Gran Maestro, bordan el manto terrestre, mares, montañas y seres vivos. Solo la muchacha ha tejido una trampa en la que se le ve junto con su bien amado”
La pintura hace alusión a un evento en concreto que habla sobre las horas que Varo pasaba en el colegio tejiendo junto a sus compañeras mientras una maestra les leía. Janet Kaplan nos dice: 
“las mismas niñas, aquí cautivas en una torre, trabajan como en un scriptorium medieval, bordando el manto terrestre de acuerdo a los dictados de una Gran Maestra.”
El Gran Maestro al que se refieren Janet y Varo es el personaje central del cuadro. Este personaje se encuentra batiendo el contenido de una vasija de la que emergen los hilos empleados por las jóvenes para tejer el manto que da forma a la realidad. Una vez más, Varo se retrata a ella misma dentro de la pintura como una de las costureras. Ubicada a la izquierda, ella teje su manto con una característica distinguible, en él se puede apreciar de cabeza a Varo junto a un joven que cobrara más importancia en la tercera parte de este tríptico.
Se cree que Bordando el Manto Terrestre puede ser una alusión a la mujer-creadora dado que Varo a pesar de pretender tejer el manto bajo las instrucciones de un Gran Maestro, en realidad hace el trabajo bajo sus propios términos, como muestra de ello está la imagen mencionada anteriormente de ella junto al joven.

Otro análisis hecho por Janet Kaplan refuerza la idea de la alegoría de la mujer-creadora y suma una alegoría hacia la libertad que Varo buscaba: 
“En una variante maestra del mito de la creación, se ha valido de la más refinada de las labores domésticas para representar su deseada fuga. A diferencia de Rapunzel y la dama de Shalott, la joven heroína de Varo confinada en la torre no es sencillamente una metáfora de reclusión sino un alegoría de su propia liberación. Para librarse de la severa tradición académica de recrear fielmente la naturaleza de acuerdo con unas reglas impuestas por la ley, y del anonimato de ser una entre muchas indistinguibles, se confabula para huir de la torre que la aísla de la vida misma que se espera que ella cree.”
Por último, tendríamos el cuadro que concluye el conjunto de las obras, La Huida, sobre la que Varo nos dice:
“Como consecuencia de su trampa consigue fugarse con su amado y se encaminan en un vehículo especial, a través de un desierto, hacia una gruta.”
La trampa a la que se refiere es el manto en el que se retrata a ella y a su amado que vimos en el panel central.
En esta ilustración Varo es interpretada por una de las muchacha de ropajes azules que vimos anteriormente, aquí se ve manejando un extraño vehículo creado por ella, mientras es acompañada por un joven que utiliza su capa a modo de vela, de este modo la pareja se impulsa sobre el desierto hacia su destino. Ambos se dirigen a una oscura caverna ubicada en el centro de una montaña lejana. El entorno que los rodea contrasta claramente, la pareja abandona las tinieblas de su vida pasada para dirigirse a un nuevo lugar más cálido, siguen adelante si voltear atrás, encaminados a un futuro incierto.
 

Lo que Janet Kalan nos dice sobre este cuadro es: 
“La huida atestigua su éxito. Aquí se la ve con su amado huyendo a las montañas. De nuevo, la fantasía se teje sobre una base autobiográfica, Remedios efectivamente se escapó a los veintiún años, en 1930, al casarse con Gerardo Lizarraga, un artista compañero de estudios, al que había conocido cuando ambos asistían a la Academia de San Fernando en Madrid.”
Como Janet y la misma Varo lo comprueban, La Huida representa el momento de libertad que anhelaba su autora, en donde a pesar de dirigirse a una cueva oscura en la que no sabe lo que le espera es ella la que dirige su propio rumbo. Podemos entender esto gracias a que en la imagen es Varo la que lleva las riendas del particular vehículo que emplea para escapar. Sin olvidar que a su lado viaja el personaje que representa a su marido, ambos son el mecanismo que permite al vehículo seguir su camino en una ascensión que no es únicamente física sino que también es una ascensión espiritual para la autora.